# Sobór Świętych Kijowskich

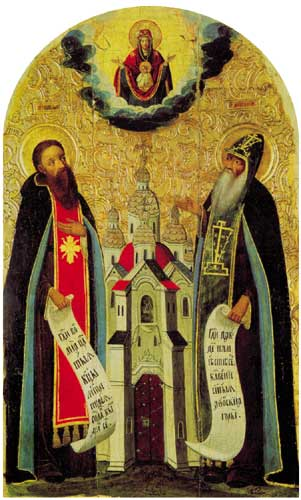
Antoni i Teodozjusz Pieczerscy

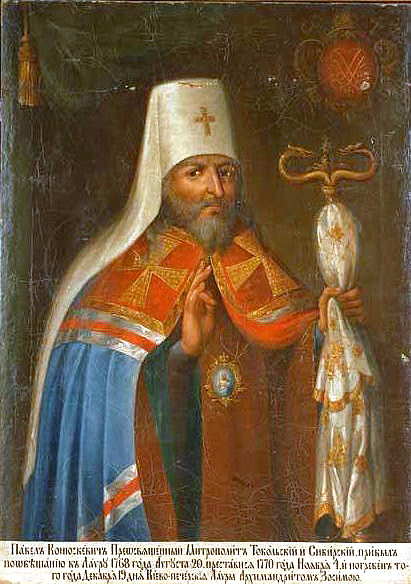
Paweł (Koniuszkiewicz)

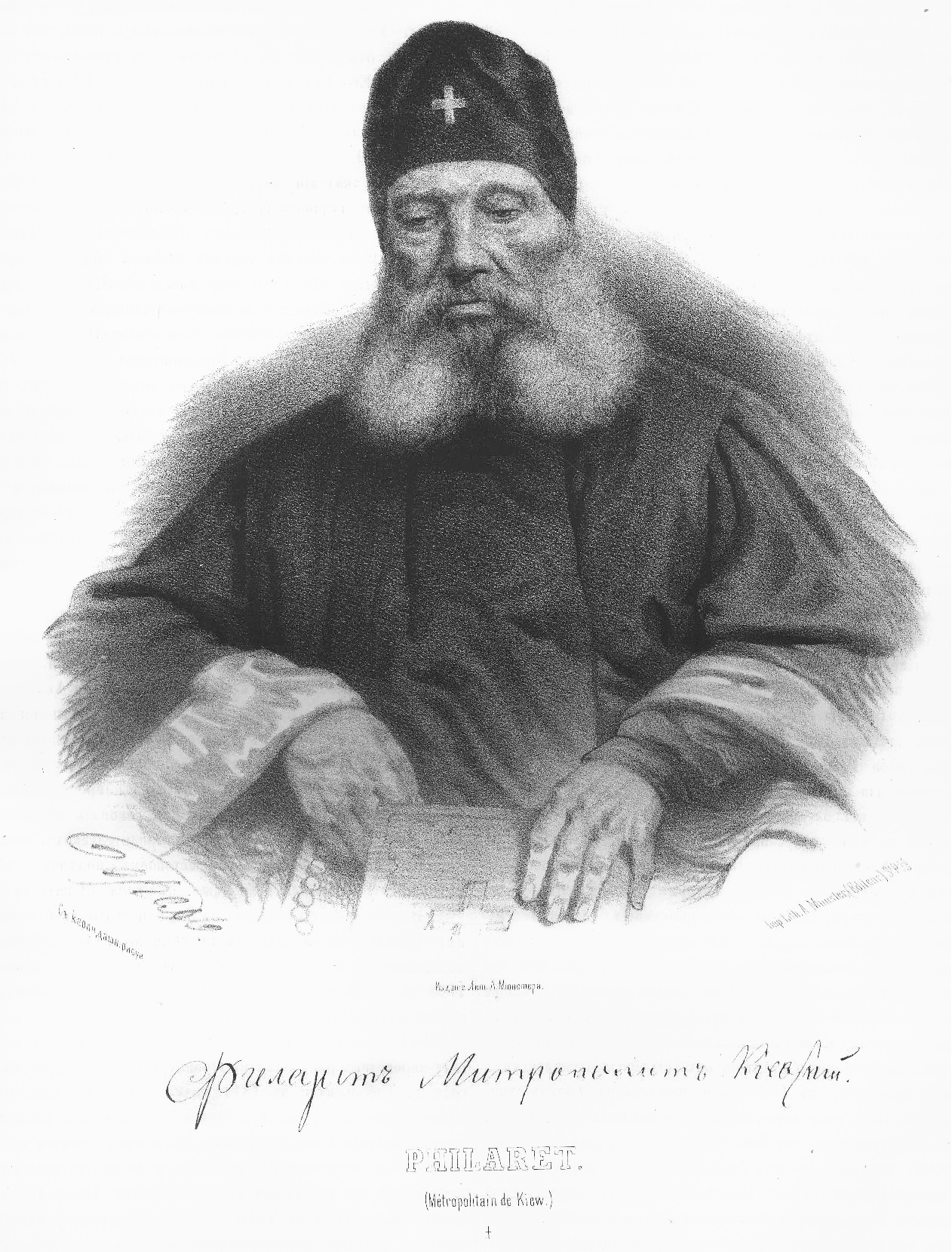
Filaret (Amfitieatrow)

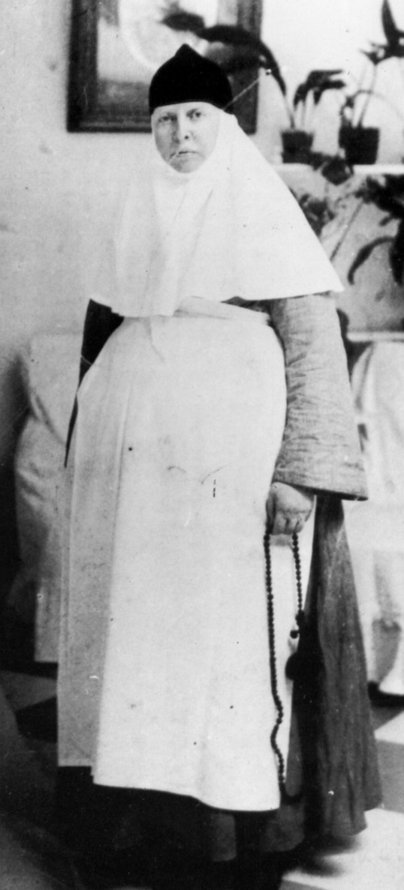
Anastazja (Romanowa)

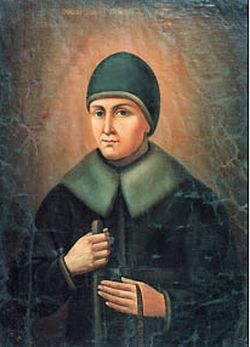
Aleksandra Diwiejewska

Sobór Świętych Kijowskich – sobór prawosławnych świętych, którego wspomnienie przypada 15/28 lipca, w dniu, gdy wspominany jest Równy Apostołom książę Włodzimierz Wielki. Sobór ustanowiony został w Ukraińskim Kościele Prawosławnym Patriarchatu Moskiewskiego w 2011.
W skład soboru wchodzą następujący święci:
- Święci władcy, chrzciciele Rusi:

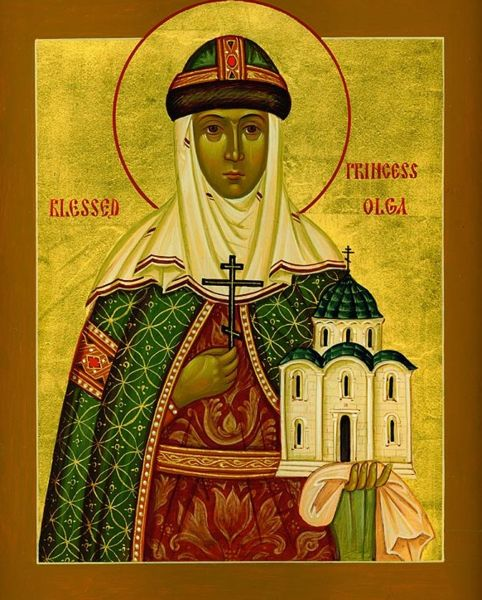
Olga Kijowska
Włodzimierz Wielki
- Święci męczennicy i wyznawcy:

waregowie Teodor i Jan
metropolita kijowski Makary
metropolita kijowski Włodzimierz
metropolita kijowski Konstantyn
biskup mohylewski Joazaf
Atanazy Brzeski, ihumen
Lucjan, mnich Ławry Pieczerskiej
- Święci hierarchowie:

Michał I, metropolita kijowski
Hilarion, metropolita kijowski
Konstanty I, metropolita kijowski
Piotr Mohyła, metropolita kijowski
Filaret (Amfitieatrow), metropolita kijowski
Piotr II, metropolita kijowski
Teognost, metropolita kijowski
Aleksy, metropolita kijowski
Cyprian, metropolita kijowski
Focjusz, metropolita kijowski
Jonasz, metropolita kijowski, następnie moskiewski
German, biskup nowogrodzki
Nikita, biskup nowogrodzki
Nifont, biskup nowogrodzki
Teofil, arcybiskup nowogrodzki
Stefan, biskup włodzimierski
Szymon, biskup włodzimierski i suzdalski
Serapion, biskup włodzimierski
Teoktyst, biskup czernihowski
Teodozjusz, arcybiskup czernihowski
Izajasz, biskup rostowski
Dymitr, metropolita rostowski
Arseniusz, metropolita rostowski
Efrem, biskup suzdalski
Szymon, biskup suzdalski
Dionizy, arcybiskup suzdalski
Efrem, biskup perejasławski
Mikołaj, biskup perejasławski
Jan, metropolita tobolski
Paweł, metropolita tobolski
Innocenty, biskup irkucki
Sofroniusz, biskup irkucki
Łukasz, biskup biełgorodzki
Marin, biskup jurjewski
Mikołaj, biskup tmutarakański
Menas, biskup połocki
Laurenty Turowski
Arseniusz Twerski
Joazaf (Horłenko), biskup biełgorodzi
Melecjusz (Leontowicz), arcybiskup charkowski
Antoni (Smirnicki), arcybiskup woroneski
Innocenty (Borisow), arcybiskup chersoński
Teofan Pustelnik
- Święci cierpiętnicy

Borys i Gleb
książę Igor
- Święci książęta

Jarosław Mądry
Włodzimierz Monomach
książę Rościsław
Teodor, książę ostrogski
Julianna Holszańska
- Święci mnisi

Antoni Pieczerski
Teodozjusz Pieczerski
Mojżesz Węgrzyn
Warłaam Pieczerski
Damian Pieczerski (Prezbiter)
Mateusz Pieczerski
Nikon Pieczerski (Wielki)
Izaak Pieczerski (Zatwornik, Pustelnik)
Agapit Pieczerski
Jeremiasz Pieczerski
Laurenty Zatwornik
Alipiusz Pieczerski (Ikonograf)
Dwunastu budowniczy i ikonografów Wielkiej Cerkwi Pieczerskiej
Marek Pieczerski
Teofil Pieczerski
Prochor Pieczerski
Pimen Pieczerski
Nestor Kronikarz
Onezyfor Pieczerski (Wyznawca)
Spirydion Prosfornik
Nikodem Prosfornik
Ilia Muromiec
Mikołaj Swiatosza
Polikarp Pieczerski
Atanazy Pieczerski
Erazm Pieczerski
Arefa Pieczerski
Tytus Pieczerski
Jan Pieczerski
Ignacy Pieczerski
Grzegorz Pieczerski (Cudotwórca)
Bazyli Pieczerski
Teodor Pieczerski
Eustraty Pieczerski
Kuksza Pieczerski
Nikon Pieczerski
Kuksza Odeski
Anna Kijowski
Gerazym Wołogodzki
Stefan Machryski
Kosma Jachromski
Leoncjusz Zwierzyniecki
Marcjan Zwierzyniecki
Michał Zwierzyniecki
Jonasz Zwierzyniecki
Menas Zwierzyniecki
Klemens Zwierzyniecki
Manuel Zwierzyniecki
Andronik Zwierzyniecki
Teodor Zwierzyniecki
Dosyteusz Kijowski
Aleksandra Diwiejewska
Olimpiada (Strigalowa)
Helena (Biechtiejewa)
Teofil (Gorienkowski)
Parteniusz (Krasnopiewcew)
Dymitra (Jegorowa)
Paisjusz (Jarocki), Błogosławiony
Anastazja (Romanowa)
Gabriel, ihumen z Athosu
Jonasz (Miroszniczenko)
Aleksy (Szepielew).